# Амету
Амету (Аамету) по прозвищу Яхмос — чати (визирь) Древнего Египта Нового царства. Служил во время XVIII династии, в частности при фараоне Тутмосе II и в первые годы правления женщины-фараона Хатшепсут и её пасынка Тутмоса III. Управлял Верхним Египтом.

## Семья
Его жену звали Та-Амету (Та-Аамету). Среди их детей — визири Усерамон и Нефервебен, продолжившие дело отца. Из фиванской гробницы TT122 известны ещё два сына: Аменхотеп, смотритель хранилища Амона, и Ахеперкаре, пророк Монту. Из гробницы Усерамона известны наставления ему как визирю от отца, что также представлено на папирусе.
У Амету, называемого Яхмосом, и Та-Амету было несколько внуков: позднейший второй пророк Амона Меримаат был сыном Аменхотепа, а визирь Рехмир — сыном Нефервебена.

## Гробница и захоронение
Амету по прозвищу Яхмос был похоронен в гробнице TT83 в Шейх-Абд-эль-Курна в Фиванском некрополе.